# Stephanus-Stiftung
Die Stephanus-Stiftung ist eine am Weißen See im Berliner Ortsteil Weißensee gelegene Einrichtung zur Betreuung von pflegebedürftigen und geistig behinderten Menschen.
Aus den Vorgängern Stiftung Bethabara, Stiftung Bethabara-Beth-Elim und Adolf-Stoecker-Stiftung entstanden, ist sie eine der ältesten karitativen Einrichtungen dieser Art. Seit der Stiftungsgründung befindet sie sich auf dem Gelände der Albertinenstraße 20. Hier gibt es ein Altenheim, Wohnbereiche für Menschen mit Behinderung (Kinder/Jugendliche/Erwachsene), Diakonie-Werkstätten für Menschen mit Behinderung, die Friedenskirche, eine Kita, eine Schule mit dem Förderschwerpunkt geistige Entwicklung und eine Physiotherapiepraxis. Das Ensemble, bestehend aus mehreren alten (und neuen) Gebäuden, steht unter Denkmalschutz.
Die Stiftung ist Unterzeichnerin der Initiative Transparente Zivilgesellschaft.

## Gründung
Im Jahre 1878 gründete der evangelische Pfarrer Ernst Gottlieb Georg Berendt die Stiftung Bethabara/Beth-Elim. Dazu erwarb er ein Grundstück mit Haus an der Albertinenstraße und stellte es als Zufluchtsheim zur Verfügung, um aus der Haft entlassenen Frauen zu helfen, im Leben wieder Fuß zu fassen. Berendt hatte als Pfarrer im Frauengefängnis Barnimstraße erfahren, dass einmal Gestrauchelte kaum eine Chance zur Rückkehr in ein normales Leben erhalten.

## Erweiterung
In den Jahren von 1878 bis 1919 wurden weitere Einrichtungen auf dem ursprünglichen und hinzuerworbenen benachbarten Grundstücken errichtet. So wurde eine Entbindungsstation, ein „Versorgungshaus“ für ledige Mütter, eine Station für geschlechtskranke Frauen und ein Wohnheim mit Lehrküche aufgebaut. Die anfangs unter jeweils eigenem Namen errichteten Gebäude wurden ab 1902 unter dem gemeinsamen Namen Bethabara-Beth-Elim-Stiftung geführt.
Pfarrer Ernst Berendt, Sohn von Ernst Gottlieb Georg Berendt, der nach dessen Tod im Jahre 1919 die Leitung der Stiftung übernommen hatte, ließ im Jahre 1931 ein Kleinstkinderheim hinzubauen.
1928 errichtete die Stiftung das erste homöopathische Krankenhaus in Deutschland. Im selben Jahr wurde von dieser Stiftung in Bad Freienwalde (Oder) ein Übergangsheim für gesundheitlich schwache und pflegebedürftige Mädchen in Betrieb genommen.

## Während des Nationalsozialismus
1936 musste die Stiftung drei Häuser an die NS-Studentenschaft abtreten. 1938 wurde Pastor Theodor Wenzel als neuer Leiter der Stiftung vom Provinzial-Ausschuss für Innere Mission der Provinz Brandenburg eingesetzt.
Mit dem Machtantritt der Nationalsozialisten bekam Pfarrer Ernst Berendt zunehmend Probleme, weil er Mitglied der bekennenden Kirche war und sich vielen Anordnungen widersetzte. Die Kirchenleitung versetzte ihn im Jahr 1940 nach Baden-Baden.
Im Zuge der „Ausmerzung jüdischer Namen“ wurde die Stiftung 1941 umbenannt in Adolf-Stoecker-Stiftung (nach dem antisemitischen Pfarrer und Politiker Adolf Stoecker). Weil Ernst Berendt sich für verfolgte Christen, insbesondere auch für Martin Niemöller, und Juden einsetzte, wurde er in das KZ Dachau verschleppt, wo er im Jahre 1942 starb.

## Nach dem Kriegsende
Im April 1945 wurde Berlin-Weißensee von der Roten Armee eingenommen. Die Soldaten belegten die Gebäude der Stiftung, obwohl die zugehörigen Häuser fast alle beschädigt waren. Ab Ende 1945 nahm jedoch die Entbindungsstation wieder ihre Arbeit auf.
1947 wurde Pastor Heinz Beuster (* 1913) bis zu seinem Tod 1949 zum Leiter der Stiftung. Im selben Jahr zogen die sowjetischen Soldaten ab.
1948 wurde die Stiftung um ein Heim für heimatlose ältere Menschen erweitert.
Auf Anregung der sowjetischen Kommandantur wurde das Gelände der Stiftung zum Tagungsort für die Generalsynode der Evangelischen Kirche in Deutschland erklärt. Hier fanden auch Tagungen der Berlin-Brandenburger Akademie statt.

## In der DDR
1950 wurde Pastor Willi Federlein zum neuen Leiter der Stiftung berufen. Im April 1950 fand die Weißenseer Friedenssynode in der Evangelischen Akademie auf dem Gelände der Stiftung statt.
In der DDR und während des Kalten Krieges entwickelte sich die Stiftung zur ökumenischen Tagungs- und Begegnungsstätte für Menschen aus Ost und West.
Ab 1951 übernahm die Stiftung die folgenden weiteren Heime:
- Alten- und Pflegeheim in der Breestpromenade in Berlin-Friedrichshagen,
- Alten- und Pflegeheim Hagental in Gernrode,
- Säuglings- und Kleinstkinderheim in Petershagen/Eggersdorf,
- Ulmenhof mit Alten- und Pflegeheim in Berlin-Wilhelmshagen,
- Alten- und Pflegeheim in der Adlershofer Straße in Berlin-Köpenick,
- Alten- und Pflegeheim in Berlin-Buchholz,
- Haus am Werlsee in Grünheide.

Nach der Teilung der Stadt 1961 wurde der Kirchlich-Diakonische Lehrgang (KDL) eingerichtet.
1963 gab sich die Stiftung den neuen Namen Stephanus-Stiftung nach dem Apostel Stephanus.
In den 1970er Jahren wurde die Fürsorge für geistig behinderte Menschen intensiviert. Die Stiftung übernahm nun die folgenden weiteren Einrichtungen:
- das Dorotheahaus in der Parkstraße in Berlin-Weißensee,
- Waldhaus in Bad Freienwalde (Oder),
- Haus Sonnenblick in Biesenthal,
- Haus am See in Brüssow,
- Haus Waldsee in Grünheide,
- Im Sonnenwinkel in Haßleben,
- Heilbrunn bei Brunn,
- Marienhaus in Rüdersdorf bei Berlin,
- Waldhof in Templin,
- Haus im Wind in Marwitz,
- Haus Meeresfrieden in Heringsdorf
- Pfarrhaus in Groß Upahl bei Güstrow.

1979 ging der bisherige Leiter Pastor Willi Federlein in den Ruhestand und wurde abgelöst durch Pastor Werner Braune.
Im Jahr 1984 richteten die Verantwortlichen der Stephanus-Stiftung das zweite Zentrale Sportfest des Diakonischen Werkes in der DDR für Menschen mit geistiger Behinderung aus.
1985 entwickelte und vertrieb die Stiftung das Spiel Benennen-Erkennen-Ordnen-Spielen-Gestalten.

## Nach der Wende
Ab dem Herbst des Jahres 1989, nach der Wende erweiterte die Stiftung ihre Tätigkeit auf dem Gebiet der Versorgung und Betreuung geistig behinderter Menschen. Es wurden gegründet:
- Stephanus-Schule in der Parkstraße in Berlin-Weißensee,
- Laurentiusschule in Bad Freienwalde (Oder),
- Werkstatt für Behinderte Heilbrunn in Brunn,
- Waldhofschule in Templin,
- Laurentiusschule in (Cöthen bei Falkenberg in der Mark),
- Trainingswohnung für Menschen mit geistiger Behinderung in Biesenthal,
- Alten- und Pflegeheim Brüssow, Grimmer Weg,
- Alten- und Pflegeheim Bad Freienwalde (Oder), Beethovenstraße,
- Frühförder- und Beratungsstelle in Templin,
- Zweite Abteilung der Werkstatt für Behinderte Heilbrunn in Neuruppin,
- Dritte Abteilung der Werkstatt für Behinderte Heilbrunn in Dosse-Park,
- Werkstatt für Behinderte in Kyritz,
- Wohnhaus Bethesda in Rüdersdorf,
- Alten- und Pflegeheim Daniel Vergara in Berlin-Köpenick, Salvador-Allende-Straße 91. Unter der gleichen Adresse kam im 21. Jahrhundert das Stephanus-Seniorenzentrum Müggelspree hinzu, das von der St. Elisabeth-Diakonie getragen wird.[6],
- Alten- und Pflegeheim Alberto Corvalan in der Wendenschloßstraße in Berlin-Köpenick,
- Wohnstätte Betreutes Wohnen in Altranft,
- Alten- und Pflegeheime Haus am Werlsee in Grünheide (erweitert),
- Betreutes Einzelwohnen sowie Wohngemeinschaften von Menschen mit geistiger Behinderung werden ermöglicht bzw. eingerichtet.

## Stiftungsleiter
- 1878–1919: Pfarrer Ernst Gottlieb Georg Berendt
- 1919–1938: Pfarrer Ernst Berendt
- 1938–1945: Pastor Theodor Wenzel
- 1947–1949: Pastor Heinz Beuster
- 1950–1979: Pastor Willi Federlein
- 1979–2001: Pastor Werner Braune
- 2001–2023: Pastor Torsten Silberbach
- seit 2023: Ellen Ueberschär